# Морозов, Евгений Львович
Евгений Львович Морозов (1861—1942) — российский архитектор (гражданский инженер).

## Биография
Учился в Институте гражданских инженеров (окончил в 1887 году).

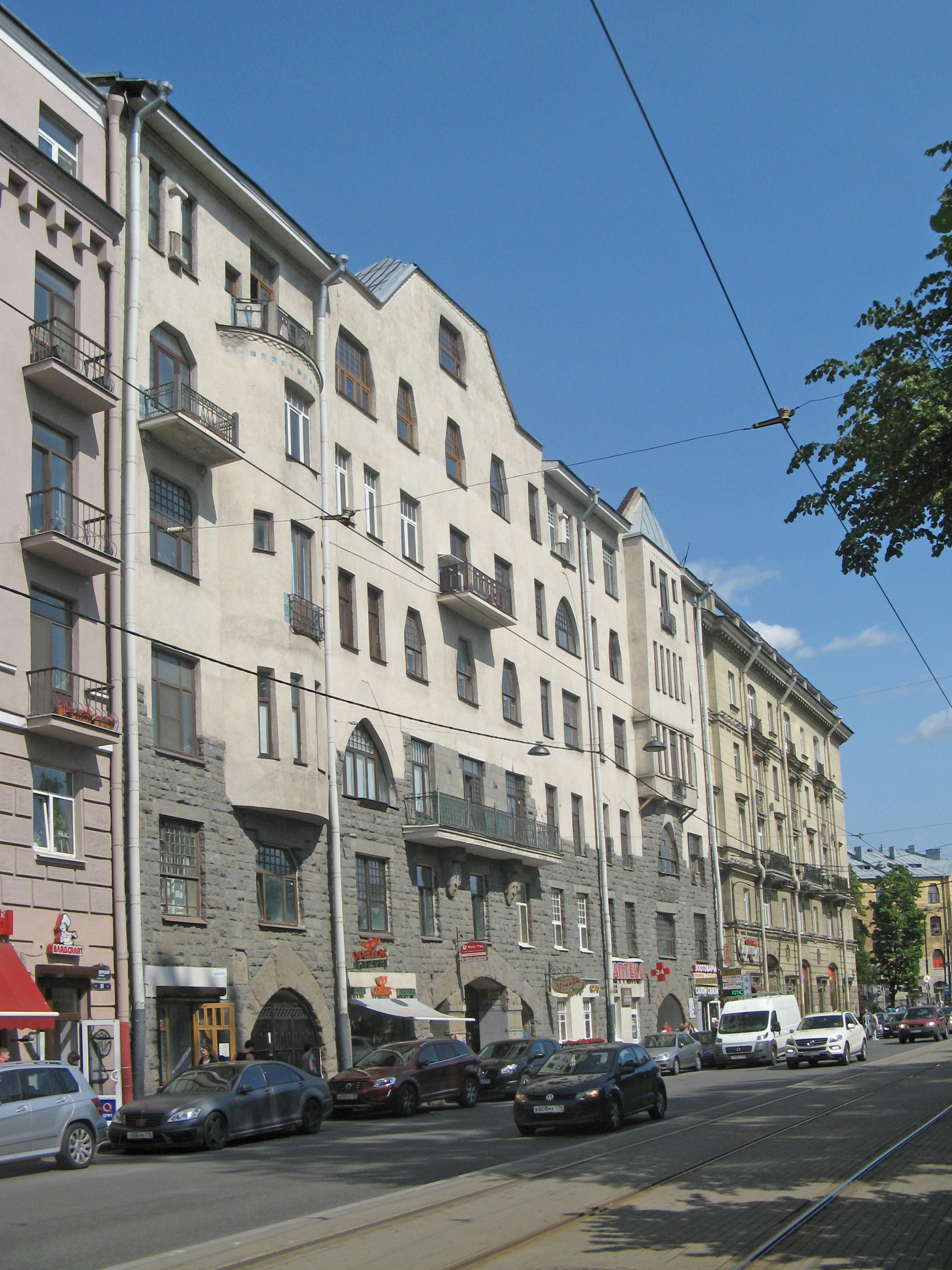
Доходный дом Барсовой

В 1890 году поступил на службу в хозяйственное управление Св. Синода, в 1910-е годы возглавлял страховой отдел управления.
Автор проектов построек в Санкт-Петербурге, Киеве, Красноярске, Омске, Иркутске и других городах. Среди них — доходный дом Е. К. Барсовой в Петербурге, построенный в стиле «северный модерн», а также архиерейский дом и здание духовной семинарии в Красноярске.
Жена — Мария Петровна Остроумова, дочь П. И. Остроумова.